# Prix Léonid-Frank
Le prix Léonid-Frank est une distinction en mathématiques créé en 2006 et décerné par l'Académie des sciences. Ce prix est remis à un mathématicien européen, travaillant dans le domaine des mathématiques pures ou appliquées et il est doté de 10 000 €.
Il porte le nom du mathématicien russe Leonid Semenovich Frank.

## Lauréats
- 2024 : Gilles Carron ⁸
- 2022 : Laurent Fargues[3]
- 2019 : Yves Benoist[4]
- 2016 : Pierre Colmez[5]
- 2014 : Patrick Gérard[6]
- 2011 : Jean-Michel Coron[7]
- 2009 : Jean-Louis Colliot-Thélène
- 2007 : Johannes Sjöstrand